# Sophta hapalopis
Sophta hapalopis är en fjärilsart som beskrevs av Turner 1925. Sophta hapalopis ingår i släktet Sophta och familjen nattflyn. Inga underarter finns listade i Catalogue of Life.